# Fonds photographique Ruiz Vernacci

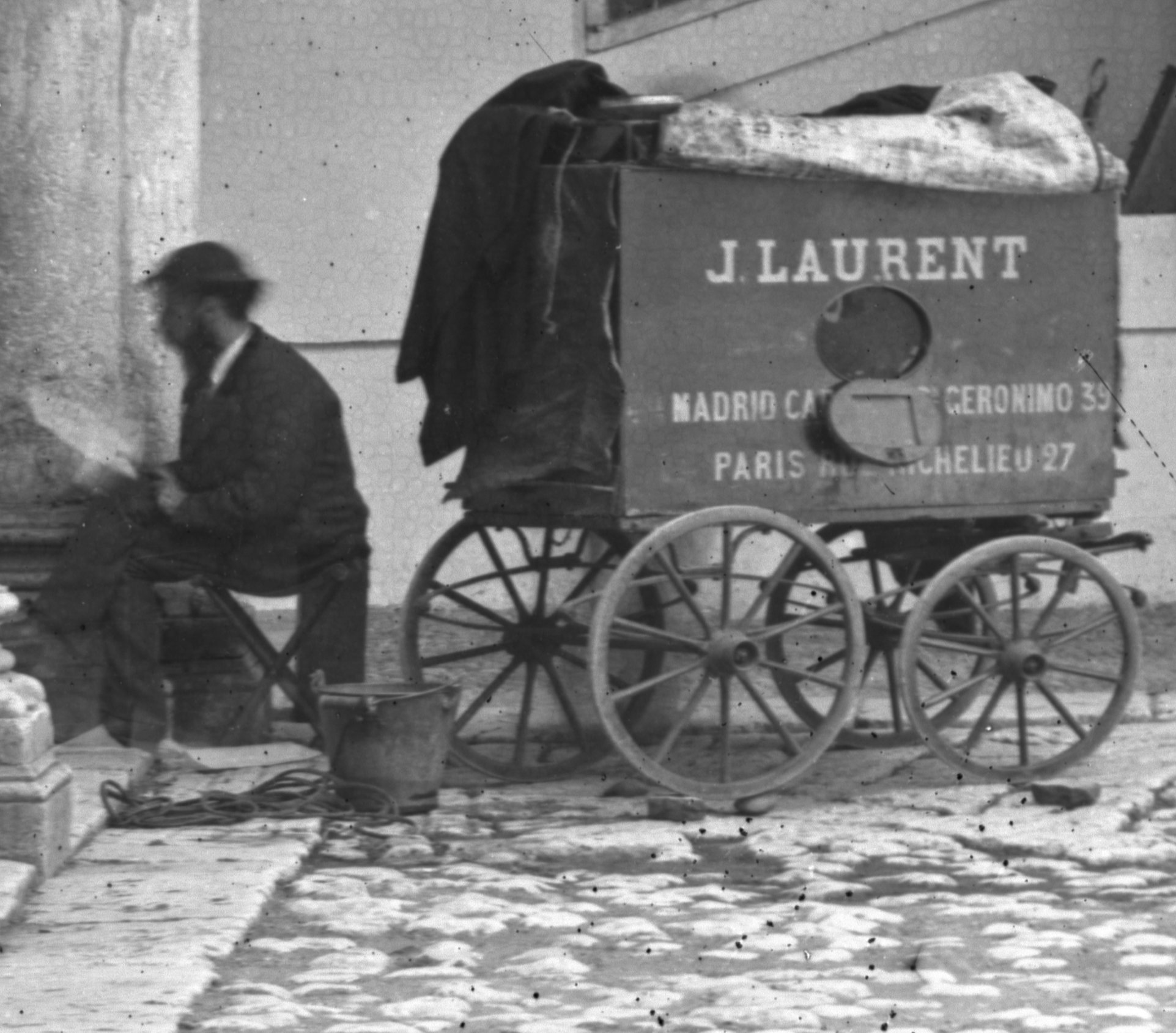
Laboratoire mobile de J. Laurent (1872). Fototeca del IPCE.

Le fonds photographique Ruiz Vernacci a été acquis en 1975 par l'État espagnol à la famille Ruiz Vernacci, derniers propriétaires privés du fonds photographique initié par Jean Laurent au milieu du XIXe siècle. Conservé à l'Institut du patrimoine culturel d'Espagne, il compte plus de 40 000 négatifs réalisés pendant plus d'un siècle, entre 1857 et 1960, par divers photographes : Jean Laurent, Catalina Melina Dosch, Alfonso Roswag, Joseph Jean Marie Lacoste Borde, Ángel Redondo de Zúñiga, Juana Roig Villalonga et Joaquín Ruiz Vernacci.